# Microlophus
Microlophus (лат.) — род ящериц из семейства Tropiduridae.
Представители рода встречаются исключительно в Южной Америке. Семь видов (по другим источникам девять) — эндемики Галапагосских островов. Ещё 12 населяют область дождевой тени в прибрежных пустынях на западе Южной Америки, причём их ареал представляет собой узкую полосу протяжённостью 5000 км.
Научное название рода состоит из др.-греч. micro- — «малый» и lophus — «гребень». В испаноязычных и англоязычных источниках употребляются термины lagartijas de lava и lava lizards (в переводе с исп. и англ. — «лавовые ящерицы»). Это название связано с тем, что представителей рода Microlophus (в частности, принадлежащих к видам, распространённым на Галапагосских островах) часто можно увидеть греющимися на поверхности застывшей лавы.

## Классификация
На апрель 2019 года в род включают 23 вида:
- Microlophus albemarlensis
- Microlophus atacamensis
- Microlophus barringtonensis
- Microlophus bivittatus
- Microlophus delanonis
- Microlophus duncanensis
- Microlophus grayii
- Microlophus habelii
- Microlophus heterolepis
- Microlophus indefatigabilis
- Microlophus jacobii
- Microlophus koepckeorum
- Microlophus occipitalis
- Microlophus pacificus
- Microlophus peruvianus
- Microlophus quadrivittatus
- Microlophus stolzmanni
- Microlophus tarapacensis
- Microlophus theresiae
- Microlophus theresioides
- Microlophus thoracicus
- Microlophus tigris
- Microlophus yanezi